# بار قراردادی
در شیمی، بار قراردادی یا FC (به انگلیسی: Formal Charge) به بار نسبت داده شده به یک اتم در یک مولکول یا یون، با این فرض که الکترون در یک پیوند شیمیایی میان اتم‌ها به طور یکسان به اشتراک گذاشته شده باشد البته بدون در نظر گرفتن الکترونگاتیوی اتم‌ها.
بار قراردادی هر اتم در یک مولکول را می‌توان با معادله زیر محاسبه کرد:
{\displaystyle FC=V-N-{B \over 2}}
که در آن V تعداد الکترون‌های لایه ظرفیت(والانس) اتم، N  تعداد الکترونهای ناپیوندی اتم  و B تعداد  الکترونهای  پیوندی آن می‌باشد.

در تعیین ساختار لوویس درست (یا ساختار غالب رزونانس)  برای یک مولکول، ساختار به گونه‌ای انتخاب می‌شود که  بار قراردادی بر روی هر یک از اتم‌ها به حداقل رسیده باشد.

در ساختارهای رزونانسی هیچگاه نباید دو اتم مجاور دارای بار یکسان باشند. (مثلاً {+۱ و +۱ }یا{ -۱ و-۱ }یا...)پس اگر در ساختاری این اتفاق افتاد آن ساختار یا غلط است یا اینکه به ندرت در طبیعت یافت خواهد شد.
- در اکسی اسیدها هر چه بار قرار دادی اتم مرکزی بیشتر باشد آن اسید قوی تر است.

- اتم کربن در متان:                       FC = 4 - 0 - (8÷2) = ۰
- NO۲ اتم نیتروژن در:                     FC = 5 - 2 - (6÷2) = ۰
- NO۲ اتم اکسیژن با پیوند دوگانه در:       FC = 6 - 4 - (4÷2) = ۰
- NO۳-  اتم نیتروژن در یون نیترات:         FC = 5 - 0 - (8÷2) = +۱

باید توجه داشته که جمع جبری تک تک بار قراردادی اتم‌ها برابر با بار کلی مولکول خواهد بود و بر عکس.
برای مثال: می دانیم مولکول اوزن (O۳) خنثی است از همین رو پیش بینی می‌کنیم که جمع جبری بار قراردادی تک تک اکسیژن‌ها باید صفر شود.
{\displaystyle 0+(-1)+(+1)=0}
و در مثالی دیگر: می دانیم جمع جبری بار قراردادی تک تک اکسیژن‌ها و نیتروژن  در یون نیترات برابر (-۱) است پس نتیجه می‌گیریم بار کلی یون برابر (-۱) است.
{\displaystyle 0+(-1)+(-1)+(+1)=-1}